# Xavi Moro
 Xavier Moro León  (* 22. Mai 1975 in Paris) ist ein ehemaliger französisch-spanischer Fußballspieler und heutiger -trainer.

## Karriere

### Spieler
Der Mittelfeldspieler entstammt der Jugend des FC Barcelona und kam auch dort zu seinen ersten Einsätzen in den Reservemannschaften des Verein. In dieser Zeit absolvierte er auch Länderspiele für diverse spanische Jugendnationalmannschaften. Anschließend spielte er u. a. für die Zweitligisten CD Badajoz und Lorca Deportiva. 2008 machte er einen kurzen Abstecher zu  Iraklis Thessaloniki in die griechische Super League. Nach seiner Rückkehr ließ Moro León seine Spielerkarriere bis 2014 im spanischen Amateurbereich ausklingen.

### Trainer
Von 2012 bis 2014 war er als Spielertrainer bei UD Vista Alegre in Barcelona aktiv.  Dann folgte drei Jahre später die Station CF Mollet UE und nach kurzer Zeit wurde er für vier Monate Co-Trainer des thailändischen Erstligisten Bangkok Glass FC. Die Saison 2021/22 trainierte er dann den CF Badalona und anschließend ging er zurück nach Thailand, wo er bis zu seiner Entlassung im Mai 2023 den Erstligisten Ratchaburi FC trainierte. Im Sommer 2024 wurde er vom ebenfalls in der ersten Liga spielenden Chiangrai United unter Vertrag genommen. Am 19. November 2024 gab Chiangrai United die Trennung von Xavi Moro bekannt.